# Ceto (mythologie)
Ceto (Oudgrieks: Κητώ, Kêtố, "zeemonster"), is in de Griekse mythologie een oergodin van de zee. In de mythe is ze een dochter van Gaia en Pontus.
Deze godin is niet hetzelfde als een Cetus (Κῆτος / Kễtos). Dat is een algemene term die wordt gebruikt voor een grote vis, een dier dat in het water leeft, meer speciaal een walvis. Het monster dat werd verslagen door Perseus werd een Cetus genoemd. Ook het sterrenbeeld Walvis heet Cetus. 
Voor de Grieken personifieerde de godin Ceto de gevaren van de zee en de monsters die erin huisden. Ceto was gehuwd met haar broer Phorcys, met wie zij vele kinderen kreeg:

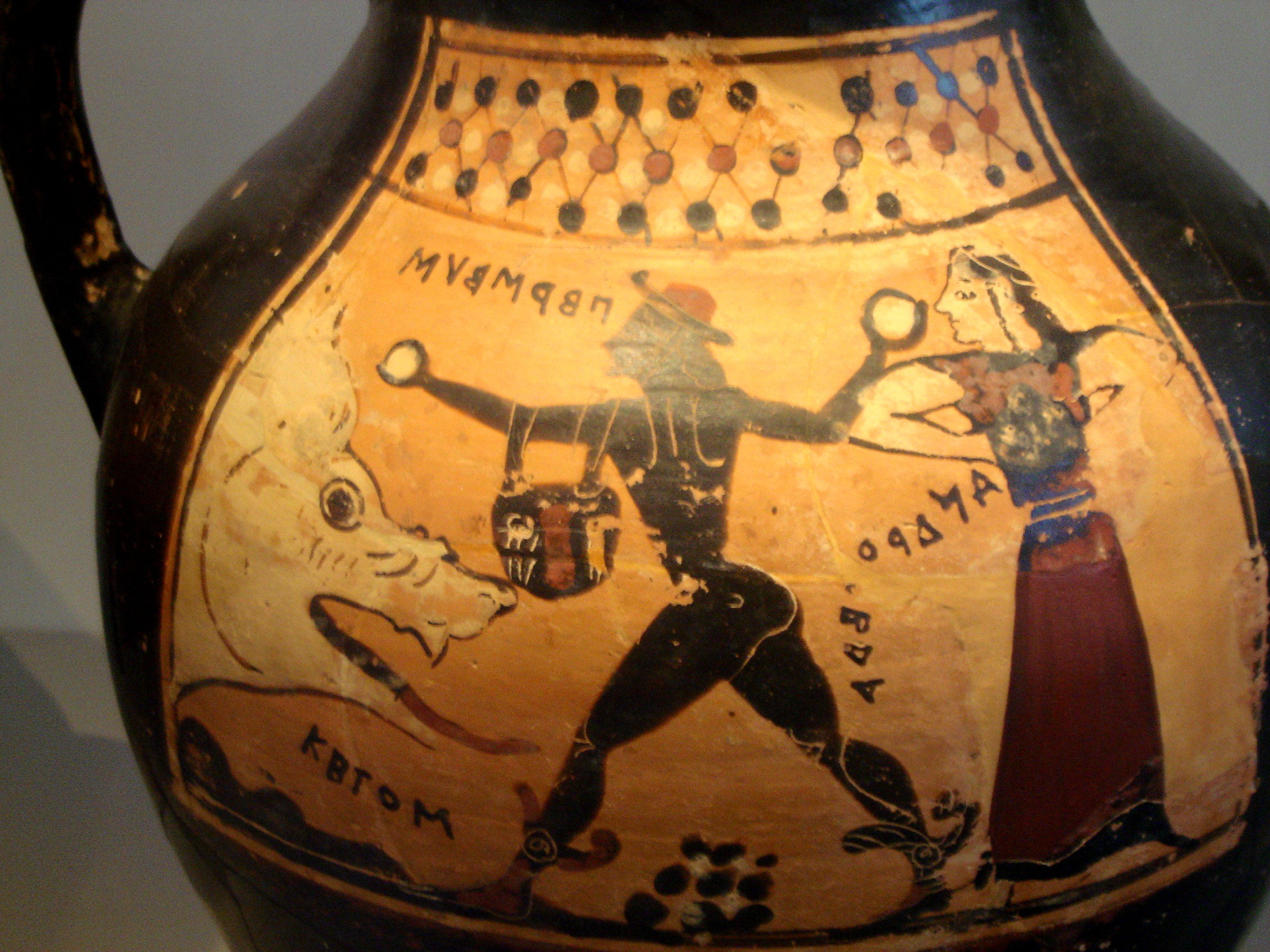
Korinthische vaas die Perseus, Andromeda en Ketos voorstellen. Merk het gebruik van de epsilon in plaats van èta op in (i.p.v.), en het gebruik van de letter san in plaats van de Sigma in (i.p.v.) en (Altes Museum).

- Echidna
- De Gorgonen
  - Euryale
  - Medusa
  - Stheno
- De Graeae
  - Deino
  - Enyo
  - Pemphredo
- De Hesperiden
  - Aegle
  - Arethusa
  - Erytheia
  - Hesperia
- Ladon
- Scylla
- De Sirenen
- Thoosa

Poseidon · Oceanus · Ceto · Nereus · Glaucus · Amphitrite · Tethys · Triton · Proteus · Phorcys · Pontus